# Josia lativitta
Josia lativitta är en fjärilsart som beskrevs av W. Warren 1901. Josia lativitta ingår i släktet Josia och familjen tandspinnare. Inga underarter finns listade i Catalogue of Life.